# Semler Agro
Semler Agro A/S er en dansk John Deere-jordbrugsmaskinforhandler og maskinværksted med hovedkvarter i Brøndby og maskinforretninger på 16 lokaliteter i Danmark. I 2023 havde de ca. 200 ansatte og omsatte for 777 mio. kr. Virksomheden er en del af bilimportøren Semler Gruppen, der i 2002 flyttede deres agro-division til et nyoprettet datterselskab.
I Deres sortiment har de maskiner fra Deere & Company, Väderstad, Kramer, Sulky og Brantner.